# Regenbooglori
De regenbooglori (Trichoglossus  haematodus) is een lori uit de familie Psittaculidae (papegaaien van de Oude Wereld).

## Uiterlijke kenmerken
De regenbooglori is een opvallend fraai gekleurde vogel die 25 tot 30 cm lang is, met een spanwijdte (van de vleugels) van 17 cm. De kop is diepblauw met op het achterhoofd een groengele band. De vleugels, rug en staart zijn felgroen, de borst is rood met blauwzwarte, horizontale strepen. De buik is heldergroen en de bevederde bovenbenen en de stuit zijn geel met groene strepen. In vlucht wordt een gele band over de ondervleugel zichtbaar, die verder roodgekleurd is.

## Verspreiding en leefgebied
Deze soort komt oorspronkelijk voor in een groot gebied: oostelijk Indonesië (de Molukken en West-Papoea), Papoea-Nieuw-Guinea, Nieuw-Caledonië, Solomonseilanden en Vanuatu. Het leefgebied is regenwoud en andere gebieden met afwisselend bos, bosjes en struikgewas. Er zijn veel ondersoorten. Een aantal van deze ondersoorten wordt sinds de eeuwwisseling beschouwd als zelfstandige soort, zoals de lori van de blauwe bergen (die voorkomt in Australië langs de oostkust van Queensland tot het noordwesten van Tasmanië) en de roodneklori (uit Noord-Australië).
De soort telt acht ondersoorten volgens de IOC World Bird List:
- T. h. haematodus: de zuidelijke Molukken, westelijk Papoea-Nieuw-Guinea en westelijk Nieuw-Guinea.
- T. h. nigrogularis: de Kei-eilanden, Aru-eilanden en zuidelijk Nieuw-Guinea.
- T. h. caeruleiceps: het zuidelijke deel van Centraal-Nieuw-Guinea.
- T. h. micropteryx: noordoostelijk en zuidoostelijk Nieuw-Guinea.
- T. h. massena: Karkar, de Bismarck-archipel, de Salomonseilanden en Vanuatu.
- T. h. nesophilus: Ninigo-eilanden en Hermit van de Admiraliteitseilanden.
- T. h. flavicans: Lavongai en de Admiraliteitseilanden.
- T. h. deplanchii: Nieuw-Caledonië en de Loyaliteitseilanden.

Regenbooglori's (of andere soorten die ook als ondersoort beschouwd worden) zijn geïntroduceerd in westelijk Australië, Auckland (Nieuw-Zeeland) en in Hongkong.

## Naamgeving
Er is nauwelijks consensus over de indeling in soorten en ondersoorten van de regenbooglori's. Sinds de eeuwwisseling bestaat de neiging om soorten die vroeger als ondersoort werden beschreven, als aparte soort te beschouwen. De volgende soorten van de IOC World Bird List, zijn ook bekend als ondersoort.
- Timorregenbooglori (T. h. capistratus), komt alleen voor op de oostelijke Kleine Soenda-eilanden.
- Forstens regenbooglori (T. h. forsteni), komt alleen voor op de westelijke Kleine Soenda-eilanden.
- Lori van de Blauwe Bergen (T. h. moluccanus), komt alleen voor in het oostelijk deel van Australië
- Biakregenbooglori (T. h. rosenbergii), komt alleen voor op het eiland Biak.
- Roodneklori (T. h. rubritorquis), komt alleen voor in het noordelijk deel van Australië.
- Floresregenbooglori (T. h. weberi), komt alleen voor op het eiland Flores.

Inmiddels heeft de IUCN deze soorten als aparte soorten geëvalueerd; de soortgroep als geheel staat als niet bedreigd op de IUCN Rode Lijst. Naast deze taxonomische verwarring is de naamgeving ook lastig omdat diverse (onder-)soorten buiten hun oorspronkelijke verspreidingsgebied zijn uitgezet en verder bestaat er een uitgebreide handel waarbij diverse variëteiten weer namen hebben die in de siervogelhandel gebruikelijk zijn.

## Voedsel
Regenbooglori's eten vruchten, stuifmeel en nectar. Hun snavel is aangepast een dit dieet en de tong heeft een speciaal uitsteeksel voor het verzamelen van nectar. In Australië vormt de nectar van diverse soorten Eucalyptusbomen een belangrijke voedselbron.
Regenbooglori's worden in tuinen vaak gevoerd met zonnebloempitten, vruchten zoals appels, peren en citrusfruit of met nectar uit speciaal daarvoor opgehangen opstellingen.

## Gedrag
Regenbooglori's houden zich meestal op in paren, maar vormen soms ook groepen die plotseling weer uiteenvallen in losse paren. Paren verdedigen hun territorium tegen indringers, zowel andere regenbooglori's als andere vogelsoorten, waaronder soorten die groter zijn.
Als kooi- en volièrevogels zijn het actieve en nieuwsgierige vogels. Als ze vanaf jonge leeftijd bij mensen zijn, kunnen ze erg tam worden, maar het blijven zeer luidruchtige vogels. Het liefst worden ze in een paartje gehouden. Ook nemen ze graag regelmatig een waterbad. Het zijn drukke vogels die graag klimmen en knagen, ook zullen ze snel om aandacht gaan roepen.

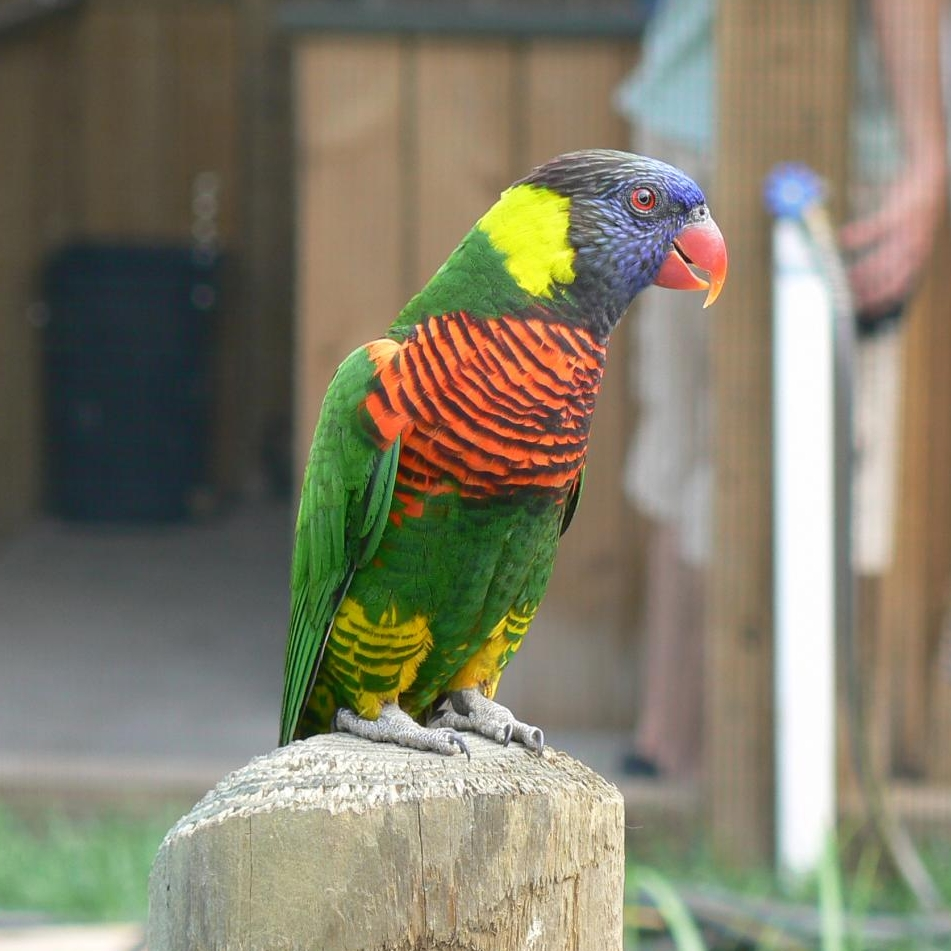
Typische regenbooglori in een Wildlifepark in de Verenigde Staten
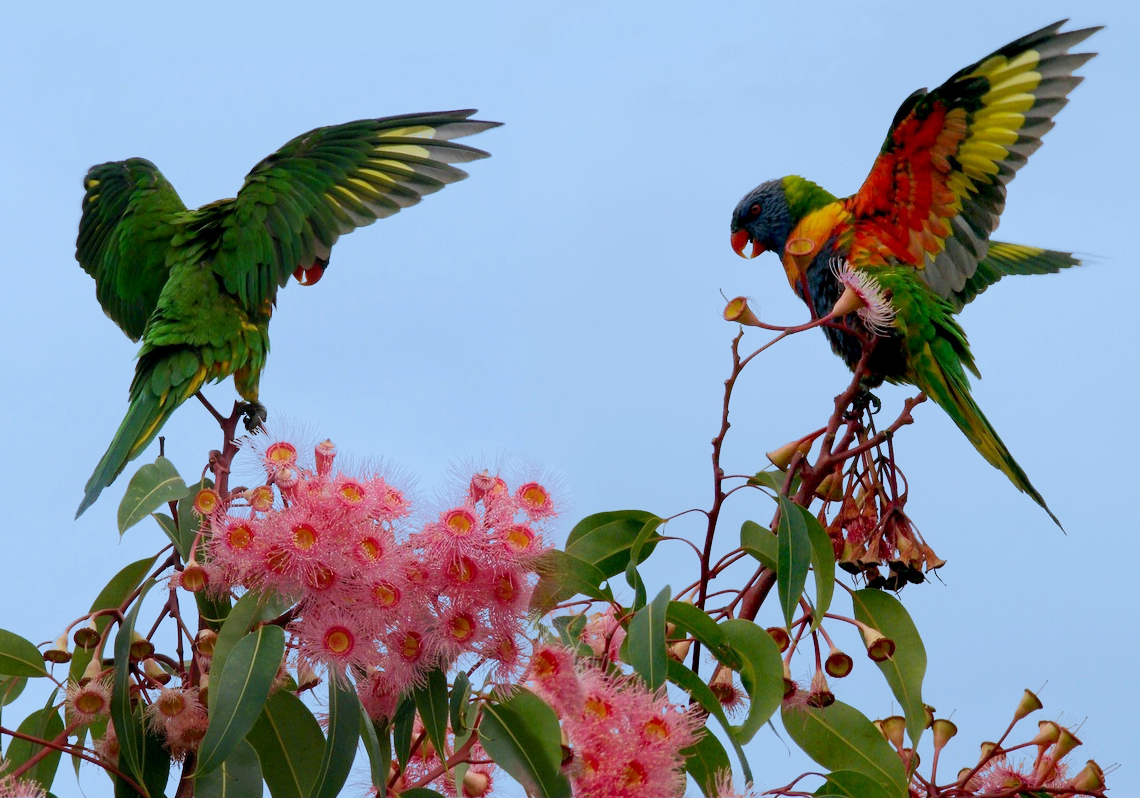
Regenbooglori's (waarschijnlijk lori's van de blauwe bergen) in een buitenwijk van Brisbane (Australië). Hier zijn de kleuren van de ondervleugel te zien.
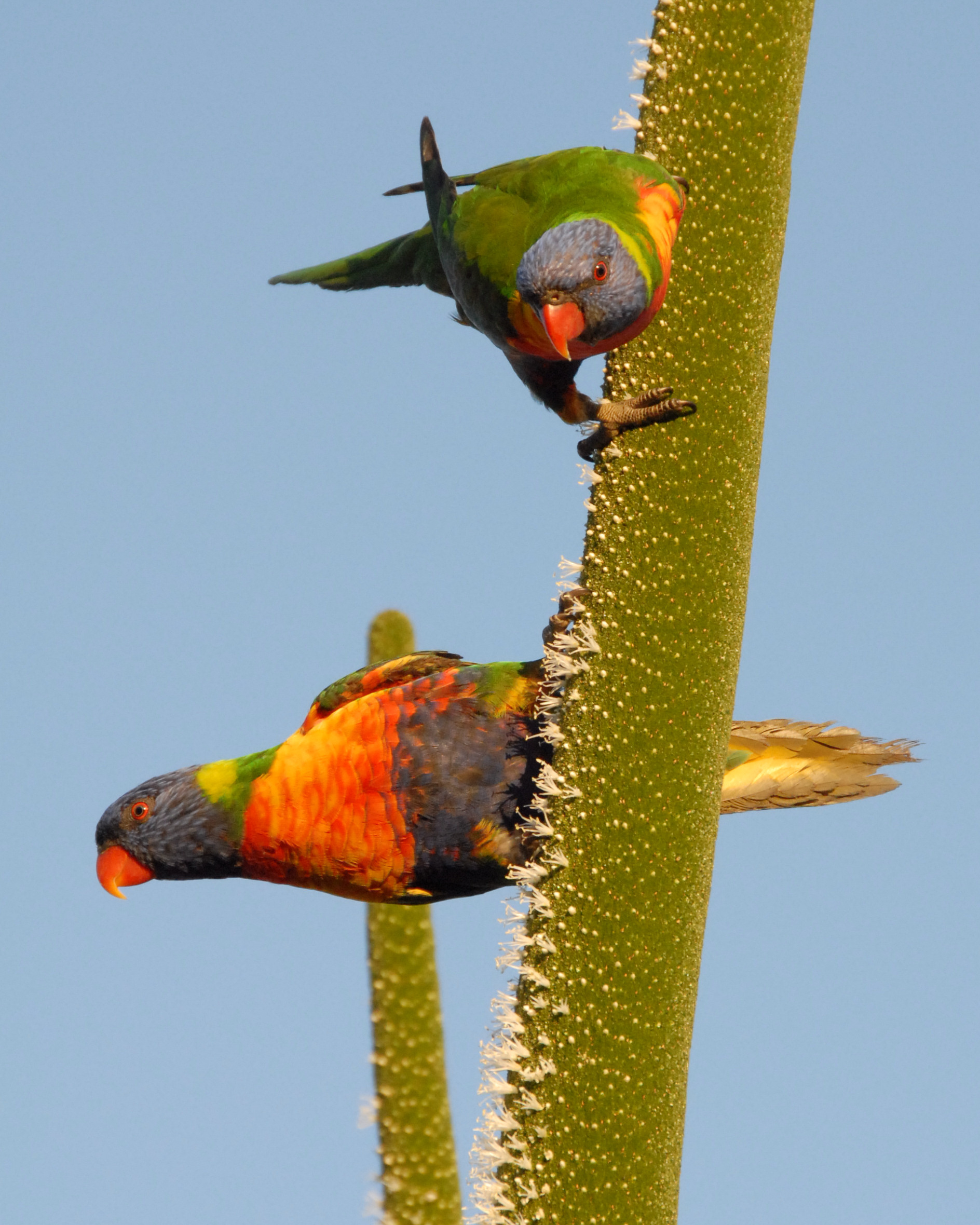
In West-Australië geïntroduceerde lori's van de blauwe bergen